# Wii Fit
Wii Fit — спортивный видео-тренажёр, разработанный компанией Nintendo для игровой видео-консоли Wii. Wii Fit содержит четыре основных категории упражнений: аэробика, физические упражнения, йога и игры, улучшающие баланс. Всего упражнений 40. Wii Fit полезен людям, много сидящим в помещениях (офисах, домах и т. д.).

## Список игр
- Yoga
  - Deep Breathing
  - Half-Moon
  - King Of The Dance
  - Cobra
  - Bridge
  - Spinal Twist
  - Shoulder Stand
  - Warrior
  - Sun Salutation
  - Tree
  - Downward Facing Dog
  - Standing Knee
  - Palm Tree
  - Chair
  - Triangle
- Strength training
  - Single Leg Extension
  - Sideways Leg Lift
  - Arm and Leg Lift
  - Single-Arm Stand
  - Torso Twists
  - Rowing Squat
  - Single Leg Twist
  - Lunge
  - Push-Up
  - Side Plank
  - Jackknife
  - Plank
  - Triceps Extension
  - Push-Up Challenge
  - Plank Challenge
  - Jackknife Challenge
- Aerobics
  - Hula Hoop
  - Super Hula Hoop
  - Rhythm boxing
  - Basic Step
  - Advanced Step
  - Free Step
  - Basic Run
  - 2-P Run
  - Free Run
- Balance games
  - Soccer Heading
  - Ski Jump
  - Ski Slalom
  - Snowboard
  - Table Tilt
  - Tightrope
  - Balance Bubble
  - Penguin Slide
  - Zazen

## Требования
Игра требует основного контроллера Wii BalanceBoard и в некоторых играх пульта и нунчака.

## Игровой процесс
Игра начинается с выбора персонажа Mii, которым вы играете во все остальные игры. Потом вам нужно указать свой возраст и рост. Потом вам впервые предложат встать на доску, чтобы взвесится. Вам показывают, где у вас центр тяжести и ваш вес. И вместе с весом появляется шкала. Нужно иметь вес в третьей шкале (считая сверху) выше — перевес, ниже — недовес. Вам предлагается 1 игра, если у вас центр тяжести в норме (по центру доски) или 2, если нет.

## Отзывы
| Сводный рейтинг | Сводный рейтинг |
| Агрегатор       | Оценка          |
| --------------- | --------------- |
| GameRankings    | 81,18 %         |

## Продолжения
Продолжение игры Wii Fit — Wii Fit Plus. В игре Wii Fit Plus появляется несколько новых игр, Канал Wii под названием Wii Fit меняется на Wii Fit Plus, в Wii Fit Plus появляется раздел под названием «Wii Fit Plus». Также вышло продолжение под названием Wii Fit U для Wii U, в нём появились все игры из предыдущих частей и также были добавлены новые игры; кроме того, было создано устройство Fit Meter для Wii Fit U.